# 津田幸於
津田 幸於（つだ ゆきお、1920年3月13日 - 2001年4月7日）は日本の映画評論家、脚本家。本名は平石 実（ひらいし みのる）。旧芸名は津田 幸夫。北海道旭川市出身。

## 経歴
中央大学を中退。東京海上火災保険在社中より、新聞、雑誌などで映画評論を執筆。1954年に退社し、映画評論家となり、更に副業としてラジオドラマの作家として活躍。その経験を生かし脚本家としても活躍。1970年に逸見稔が立ち上げた創作作家集団SHP・葉村彰子を植木昌一郎、向田邦子、松木ひろし、窪田篤人らとともに担当。
1988年より膀胱癌になり、その後、大腸癌、胃癌となり癌患者の立場から学会でもこの事を発言した。
2001年4月7日に直腸癌で死亡。

## 著書
- 『映画はこうして見よう』千代田書院、1952年1月1日。
- 『映画幻術論』文芸世間社、1951年1月1日。
- 『愛を裁く女たち』郁朋社、1986年11月1日。ISBN 4900417157。
- 『映画の手帳』。